# Langues komanes

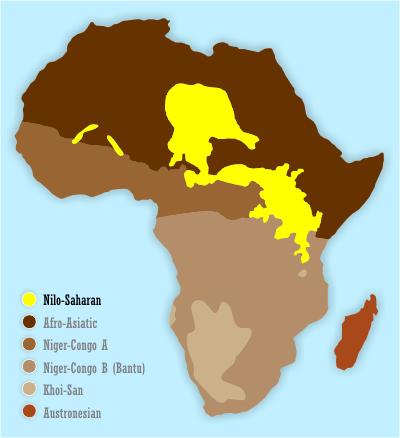
Répartition des langues nilo-sahariennes, en jaune sur la carte.

Les langues komanes sont une des branches de la famille des langues nilo-sahariennes. On  regroupe sous ce nom cinq langues parlées dans les régions frontalières s'étendant entre l'Éthiopie et le Soudan.

## Classification
- Langues komanes:
  - gule
  - komo
  - kwama
  - opo
  - dana (en)
  - uduk

## L'hypothèse du komuz
La branche komuz, dans la classification des langues nilo-sahariennes de Joseph Greenberg, regroupe les langues komanes et une langue seule, le gumuz. Cependant cette branche n'est pas universellement acceptée. C'est le cas d'Ehret qui laisse ces deux groupes séparés. Bender, lui, considère le gumuz comme étant rattaché à la branche komane.

## Sources
- (en) Bender, Lionel, Proto-Koman Phonology and Lexicon, Afrika und Übersee, Band LXVI, pp. 259-297, 1983.